# Marinka
Marinka (în bulgară Маринка) este un sat în partea de est a Bulgariei în regiunea Burgas, nu departe de lacul Burgas. Aparține administrativ de Comuna Burgas. Localitatea este traversată de drumul european E87.

## Demografie
Componența etnică a satului Marinka
     Bulgari (85,47%)
     Romi (10,7%)
     Nicio identificare (3,05%)
     Altele (1,18%)
La recensământul din 2011, populația satului Marinka era de 1.177 locuitori. Din punct de vedere etnic, majoritatea locuitorilor (85,47%) erau bulgari, cu o minoritate de romi (10,7%). Pentru 3,05% din locuitori nu este cunoscută apartenența etnică.